# Wim Huijser
Wim Huijser (Ridderkerk, 9 september 1960) is een Nederlandse schrijver/publicist en biograaf van de schrijver C. Buddingh' (1918-1985).

## Loopbaan
Wim Huijser is schrijver en samensteller van ruim zestig boeken over het bladenvak, psychologie, kunst, geschiedenis, literatuur en landschap en redacteur/medewerker van verschillende publiekstijdschriften. Over de Nederlandse schrijver C. Buddingh' publiceerde hij een aantal deelstudies, waaronder C. Buddingh’ – mens in de tijd (2001) en Kastjes kijken; over het beeldend werk van C. Buddingh’ (2012). Daarnaast was hij bezorger van Alle gorgelrijmen (2003), de verzamelde gedichten: Buddingh’ gebundeld (2010) en de beste verhalen: Bazip, Deibel en andere verhalen (2018). Dichter bij Dordt. Biografie van C. Buddingh’ (2015) werd in 2015 genomineerd voor de ECI Literatuurprijs.
Genomineerd voor de Jan Wolkers Prijs werden Voetsporen. Op schrijverspad door het land van de grote rivieren (in 2014), Het ruisen van de populieren (in 2016) en Wandelboekje van Natuurvrienden (in 2017). De laatste jaren schrijft hij vooral over wandelen en ontwikkelingen in het Nederlandse cultuurlandschap. Sinds 2022 verscheen ook een drietal fictietitels: Aan de wandel, Op Pieterpad en Het Genootschap.